# Signe Anderson
Signe Toly Anderson, née le 15 septembre 1941 à Seattle (Washington) et morte le 28 janvier 2016 à Beaverton (Oregon), est une chanteuse américaine, principalement connue pour avoir été la première chanteuse du groupe Jefferson Airplane.
Signe Toly Anderson a une voix de contralto.

## Biographie
À vingt ans, Signe Anderson emménage à Portland en Oregon puis part pour San Francisco où elle rejoint le groupe Merry Pranksters et se marie à Jerry Anderson. 
Elle apparaît sur le premier album du groupe, Jefferson Airplane Takes Off, sorti en septembre 1966. Elle quitte le groupe en octobre pour s'occuper de sa première fille, née en mai, et joue pour la dernière fois en son sein le 15 octobre 1966 au Fillmore de San Francisco. Elle est remplacée par Grace Slick.
Elle meurt le 28 janvier 2016, à l'âge de 74 ans, le même jour et au même âge que Paul Kantner, autre membre de Jefferson Airplane,.
Pour Jorma Kaukonen, "Signe était une des plus fortes personnes qu'[il] ait jamais rencontrées".